# Весковский тупик
Веско́вский тупи́к — тупик в центре Москвы. Примыкает к чётной стороне 1-й Миусской улицы за домом № 10 и проходит в сторону Новослободской улицы.

## Происхождение названия
Назван 17 декабря 1925 года по близлежащему Весковскому переулку. В 1922—1925 годах назывался Аксёнов тупик, по фамилии домовладельца Иллариона Аксентьевича Аксёнова. До 1922 года назывался Ширяевский тупик, по домовладельцу Ивану Тимофеевичу Ширяеву.

## История
Тупик возник при застройке в 1890-х — 1900-х годах Миусского поля, а поскольку на левой стороне Новослободской улицы к тому времени уже были «мелкие дворы, за которыми в сторону Миусского поля шли большие огороды», тупик не получил выхода на улицу.

## Примечательные здания и сооружения
По нечётной стороне:
- № 3 — жилищный комплекс "Тверская Плаза" (2006, архитектор Дж. Моретти)